# Aporia hippia
Aporia hippia är en fjärilsart som först beskrevs av Bremer 1861.  Aporia hippia ingår i släktet Aporia och familjen vitfjärilar. Inga underarter finns listade i Catalogue of Life.